# مارينا جاكوبي
مارينا أوخينيا جاكوبي سانتوس (مواليد 3 أغسطس 1995) عارضة أزياء من نيكاراغوا حاملة لقب مسابقة
 ملكة جمال نيكاراغوا 2016 و مثل بلدها في ملكة جمال الكون 2016. في مجال التمثيل شاركت مارينا في فيلم قصير العقل المزيف عام 2020.

## مسابقة الجمال

### ملكة جمال نيكاراجوا 2016
صرحت مارينا بأنها بصفتها ملكة جمال نيكاراجوا سوف تشارك في مبادرات للقضاء على التحرش، سواء كان جسديًا أو لفظيًا أو التنمر الإلكتروني. "أفضل وصفة لك لهذا النوع من الهجوم هي تجاهلهم وقلب الصفحة. "أريد أن أجعل الأطفال يرفعون من احترامهم لذاتهم حتى يتمكنوا من تطوير إمكاناتهم."

### ملكة جمال الكون 2016
بصفتها ملكة جمال نيكاراجوا 2016، تنافست في مسابقة ملكة جمال الكون 2016 ولكنها لم تحصل على المركز الأول على الرغم من كونها واحدة من ملكة جمال الكون المفضلة للفوز بلقب ملكة جمال الكون. في نهاية الحدث كانت الفائزة المحظوظة بلقب ملكة جمال الكون هي إيريس ميتينير، ملكة جمال فرنسا.

## روابط خارجية
- الموقع الرسمي
- Official Miss Nicaragua website